# Audience royale de Manille
La Real Audiencia de Manille était la plus haute administration juridique des Indes orientales espagnoles. Elle fut créée en 1584 sous la gouvernance de Santiago de Vera.